# Ему рат
Ему рат је био војна операција спроведена од стране Аустралијске војске, започета током 1932. године. Главни циљ операције био је смањење броја емуа у Витбелт (енгл. Wheatbelt) дистрикту на територије Западне Аустралије, јер су емуи наносили огромну штету на агрокултуру и усеве тог подручја. Овај подухват није успео да знатно умањи популацију ових нелетећих птица, па је због тога у медијима добио назив Ему рат. Поред чињенице што је Аустралијска војска успела да убије велики број птица, њихова популација је остала и наставили су да уништавају усеве тамошњих грађана.

## Узроци рата
Током  Првог светског рата, поред чињенице да се рат водио углавном на подручју Европе, Аустралија је претрпела велике губитке од чак 210.000 мртвих војника, од чега је чак 61.000 умрло од последица задобијених рана. По повратку војника у Аустралију, влада ове државе није имала у плану да помогне својим херојима. Међутим, под притиском тамошње јавности, влада је одлучила да реши два проблема у исто време тако што ће војницима дати земљу која се налази на западу њихове државе, чиме би решила стамбени проблем војника, а они би заузврат почели да се баве агрокултуром и тако би помогли становницима Аустралије који су имали проблема са количином хране, јер се тада цео свет налазио у периоду Велике кризе. Фармерима су такође обећане многе субвенције, али након последица Велике кризе, аустралијска влада није имала довољно средстава да испуни своја обећања, због чега су фармери били спремни да одбију да доставе своје усеве грађанима Аустралије. 
Додатне проблеме за фармере је донело досељење око 20.000 емуа на простор западне Аустралије. Емуи обично мигрирају, након сезоне парења, ка обалским пределима Аустралије. Након што су стигли на фармерске поседе схватили су да су новонастали животни услови, попут рашчишћене земље и огромних залиха воде које су биле намењене за стоку, савршени за претрварање ове територије у њихово ново станиште. Емуи су потпуно уништили усеве пшенице и за собом су оставили огромне рупе у оградама кроз које су касније пролазили зечеви, који су такође изазвали много проблема фармерима. 
Пошто су фармери са тог подручја били бивши припадници војске, имали су дозволу да се оружано одупру нападима емуа, међутим, недостатак муниције и других ресурса их је приморао да затраже помоћ директно од аустралијске владе. Мала група ратних ветерана се запутила ка Канбери, где су имали заказан састанак са тадашњим министром одбране Џорџом Пирсом. Фармери су од државе тражили да им пошаљу митраљезе и муницију, на шта је Пирс пристао, али под условом да оружјем рукују припадници аустралијске војске као и да су фармери дужни да их угосте и пруже им храну и смештај. Министар Пирс је такође сматрао да ће овај подухват бити добра вежба за војнике. Заједно са војницима је у експедицију пошао и камерман који је био задужен да забележи људску победу над птицама.

## Почетак рата
Октобра 1932. године, на чело операције је стављен мајор аустралијске војске Гвиндин Вајн-Обри Меридит. Под његовом командом су била још два војника: наредници С. Мекмареј и Ганер Ј. Охалоран. Са собом су понели 2 митраљеза и око 10.000 рунди муниције. Због лоших временских услова, операција је званично отпочела 2. новембра 1932. године.

### Први покушај
Првог дана операције, на путу ка Камптиону, војници су угледали јато од око 50 емуа. Због велике удаљености птица, оружје није могло да досегне до њих, па су заједно са становницима околних места покушали да јато птица натерају да се приближи митраљезима, међутим, птице су се разбежале и формирале мање групе и самим тим су представљале много теже мете за војнике. Војници су опалили један рафал који није био успешан, али одмах после тога су у другом налету успели да убију "одређен број" птица. Касније у дану су такође успели да убију, према њиховим изворима, још "око десетак" птица.
Следећи значајан догађај се одиграо два дана касније, 4. новембра, где су Меридит и његови војници успели да сатерају птице у клопку код локалне бране, где су угледали око 1.000 емуа. Како не би поновили исте грешке, стрпљиво су сачекали да птице приђу ближе и почели да пуцају. Митраљез који су користили се закочио након само 12 испаљених метака и остатак птица је успео да се разбежи и избегне замку војника.
Наредних пар дана, Меридит је одлучио да свој труд усмери ка југу јер је од локалног становништва чуо да се тамо налазе птице које су "мирније" од птица са којим су се до сад сусрели. Након још неколико неуспешних напада, Меридит је чак имао и идеју да митраљезе које су имали стави на један од својих камиона и на њима јури брзоноге птице, међутим ни то му није успело јер чак ни камионом није могао да их стигне. Још један проблем је био тај да због лошег терена није био у стању да нациља и погоди ни једну птицу. Након само 6 дана од почетка операције потрошено је око 2.500 муниције. Број мртвих птица варира од извора, али се верује да су успели да убију само 50 птица, док други извори тврде да је тај број био нешто већи, 200 до 500 птица. 
Дана 8. новембра, након негативних чланака објављених од стране тамошњих медија који су тврдили да је убијено само неколико птица, министар Пирс одлучује да повуче своје војнике са простора западне Аустралије. Након повратка кући, мајор Меридит је изјавио да никад у свом животу није видео отпорнију птицу, и да би, када би се њихова војска састојала искључиво од емуа, могли да парирају свакој војсци на свету. 

### Други покушај
Након повлачења војске, напади оркестровани од стране емуа су се наставили. У немогућности да изађу на крај са птицама, фармери су поново затражили помоћ од своје владе. Главни разлози за тражење помоћи су били огромне температуре и велика суша која је затресла предео западне Аустралије, због чега је још већи број емуа дошао на њихове поседе. Овога пута добијају одговор од аустралијског премијера Џејмса Мичела који је снажно подржао иницијативу да се војска врати на такозвани фронт. 
Након притиска, 12. новембра, министар одбране је прихватио позив фармера и поново послао војнике ка западу. Нису сви у јавности подржали ову одлуку па је министар морао уочи Сената да одбрани рекавши да је врло битно да се војска врати у борбу јер би последице биле катастрофалне за све држављанине Аустралије. Војска Аустралије се сложила са предлогом министра и обавезала се да ће пружити сво потребно оружје и остале ресурсе. Упркос неуспеху првог покушаја истребљавања емуа, на чело нове операције је поново постављен мајор Меридит због очигледног мањка људи који су знали да рукују са оружјем које је обезбедила аустралијска војска. 
Почетак друге операције је поново био спор. Првог и другог дана успели су да пронађу неки успех, где су успели да убију око 40 емуа. Наредних пар дана та статистика је била доста гора, али само пар недеља касније, 2. децембра, војници су нашли добро решење против ових великих птица и успевали су да константно на недељном нивоу убију и до 100 птица. Мајор Меридит се 10. децембра враћа кући и потврђује да је убијено 986 птица са 9.860 метака, што би значило да је за сваку птицу утрошено у просеку по 10 метака. Такође је потврдио да је око 2.500 птица умрло као последица од задобијених повреда. Ова друга операција је била знатно успешнија од прве и успели су да сачувају пшеницу и да помогну фармерима да наставе са својим нормалним животом. 

## Последице
Упркос проблемима које су до тада имали када су покушали да се одупру птицама, фармери са ових простора су поново тражили помоћ од државе 1934, 1943 и 1948. године, али их је у та три покушаја влада Аустралије одбила и нису послали никакву помоћ. Уместо тога, осмишљен је нови систем награда где би људи за сваког убијеног емуа добили одређену новчану награду. Ово је био најбољи начин решавања проблема, јер је према статистикама за само 6 месеци током 1934. успешно убијено 57.034 птица. 
Децембра 1932. године, вести о овом рату су доспеле и у центар медија у Уједињеном Краљевству, где је њихова јавност окарактерисала овај подухват као "истребљење ретке врсте птица". Доминик Сервенти и Хјуберт Вител, аустралијски орнитолози, сматрали су да је овај рат био покушај масивног уништења птица. 
Током 30. година прошлог века, све популарнији начин чувања усева је био постављање ограде са шиљцима који су спречавали не само емуе већ и друге врсте штеточина. 
Као званични епилог ове приче, у новембру 1950. године, Хју Лезли је окарактерисао емуе као озбиљан проблем у држави и позвао владу да пошаље додатну муницију фармерима како би могли да се одбране од птица. На његов захтев, влада Аустралије је фармерима послала 500.000 рунди муниције.